# 胡戈·巴尔
胡戈·巴尔（德語：Hugo Ball，1886年2月22日—1927年9月14日）德国作家、诗人、演员、剧作家、社会评论家，达达主义艺术家，生于德国皮尔马森斯，他是瑞士苏黎世伏尔泰酒馆的创建者之一。